# Геология Румынии

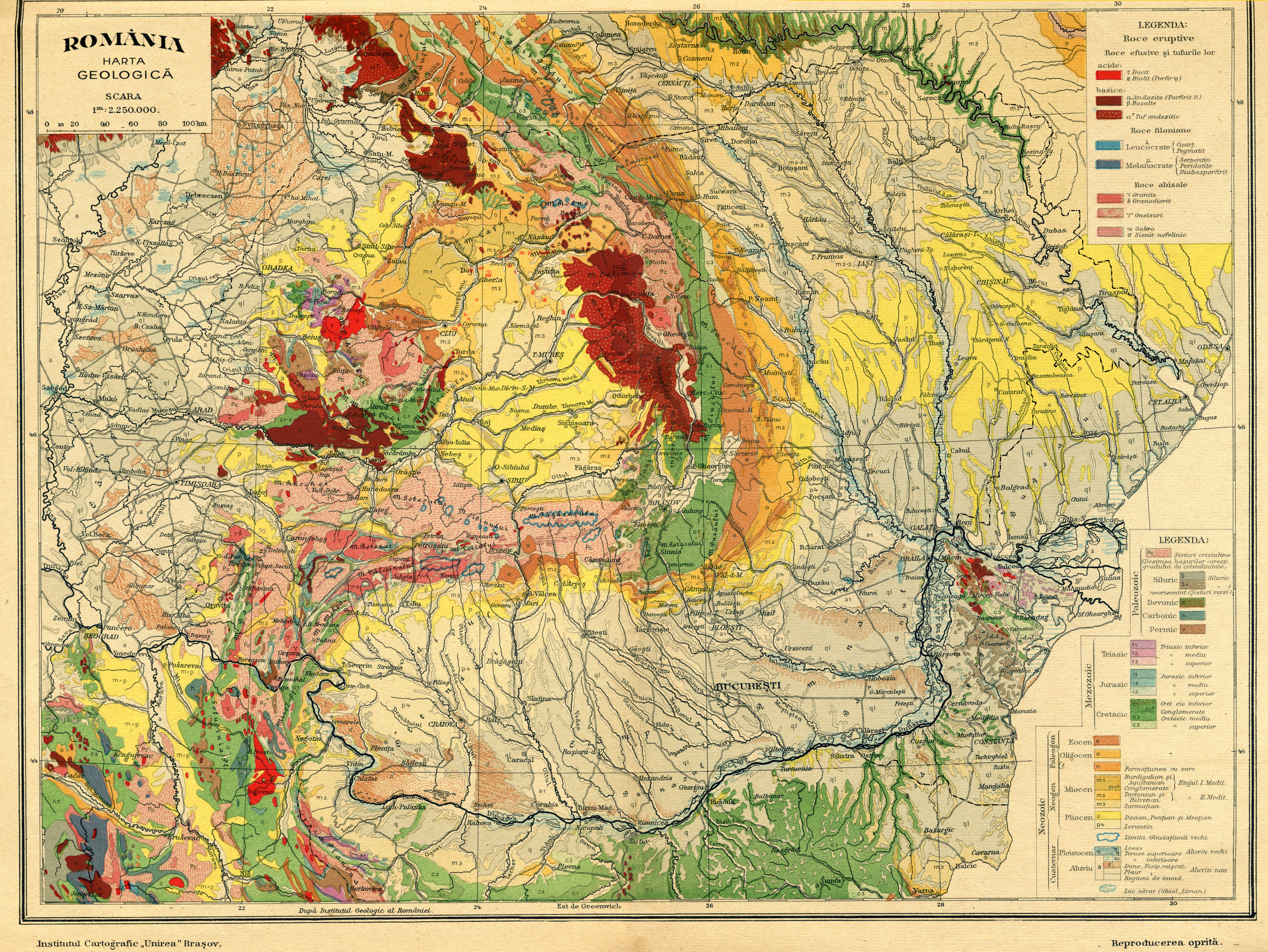
Геологическая карта Румынии.

Геология Румынии — геологическое строение территории Румынии.

## Геологическое строение
В Румынии выделяются две молодые складчатые системы (Карпаты и Северная Добруджа) и платформенные структуры разного возраста (Молдавская, Скифская и Мизийская плиты).
В строении Молдавской плиты, что является частью Восточно-Европейской платформы, выделяется гранито-гнейсовый фундамент свекофено-карельского возраста и осадочный чехол, включающий отложения венда, кембрия-девона, юры-мела и неогена.

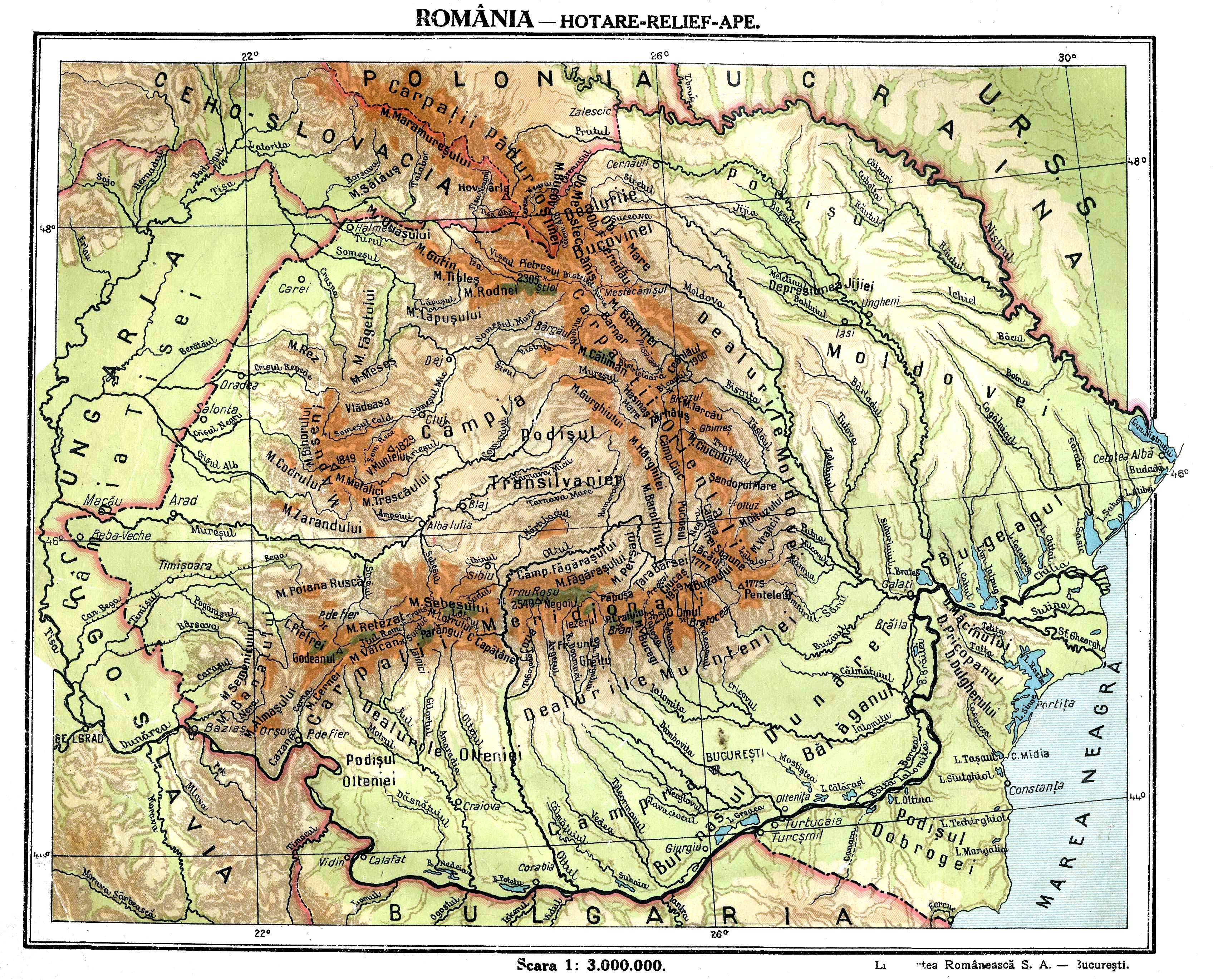
Физическая карта Молдовской возвышенности.

Скифская плита в пределах Румынии представлена Переддобруджскою и Бирладской впадинами с верхне-палеозойско-мезозойским чехлом. Фундамент Мизийской плиты гетерогенный. В отложениях чехла (мощность до 7 км) преобладают обломочные нижнепалеозойских, карбонатно-эвапоритов и осколочно-эвапоритов девонские и триасовые, карбонатные юрско-меловые и обломочные неогеновые отложения.
В фундаменте Мизийской плиты есть гранитные и ґранодиоритови интрузии, в чехле — кислые и основные эффузивы перми-триаса. Пивничнодобруджский киммерийский Ороген, расположенный между Мизийской и Скифской (Переддобруджский прогиб) плитами, составленный докембрийскими и нижнепалеозойскими метаморфизованими толщами, девонскими (карбонатными и кремнистыми) и нижнекаменноугольных обломочными формациями, триасовыми осадочными (карбонатными и флишевых) и юрскими (обломочными карбонатными) отложениями.
Киммерийские структуры несогласно перекрыты верхнемелового посттектоничнимы карбонатно-обломочными формациями (синклинорий Бабадаг). Карпатский альпийский Ороген, что занимает более 2/3 терр. страны, имеет сложное строение. Здесь выделяются складчатые зоны (внутренние — Дакиды и внешние — Молдавиды), передовые прогибы и субсеквентни магматические дуги.
Дакиды составлены докембрийскими и палеозойскими метаморфическими формациями, пересекающихся гранитами, ґранодиоритамы, габбро и перидотитами, нижнекаменноугольных-пермскими молассовом формациями, а также триасовыми, юрскими и меловыми отложениями преимущественно карбонатного состава.
Мезозойские Офиолиты формации и связанные с ними осадочные отложения обнажаются в двух примерно параллельных швах в Дакидах (гл. Шов Тетиса — южн. часть гор Апусени) и на их окраинах в покрывалах — Чахлэу (Восточные Карпаты) и Северинскому (ПВД Карпаты).
На северо-западе страны простираются Пенида (Пенинская зона), представленные осадочными отложениями позднего мела и палеогена. Молдавиды (екстерниды), которые охватывают наибольшую часть покровов флишевых зоны Вост. Карпат и Прикарпатья, представленные меловыми и палеогеновыми формациями. Предкарпатский прогиб, расположенный на внеш. окраине Карпат, выполнен сармат-плиоценовыми молассами. Трансильванская впадина и вост. окраина Паннонской впадины представляют собой неогеновые молассами бассейны, наложенные на Дакиды. Альпийские магматические дуги сформировались в результате субдукции. Они представлены интрузивными верхнемелового — палеогеновыми (Юж. Карпаты и горы Апусени) и экструзивных известково-щелочными магматическими неогеновыми формациями (Вост. Карпаты и Апусени).